# 1894 în literatură
- 1893 în literatură — 1894 în literatură — 1895 în literatură

Anul 1894 în literatură a implicat o serie de evenimente și cărți noi semnificative.

## Cărți noi
- Gabriele D'Annunzio - The Triumph of Death
- Richard Doddridge Blackmore -Perlycross
- Mary Elizabeth Braddon - The Christmas Hirelings
- Walter Browne - 2894
- Hall Caine - The Madhi: or Love and Race, A Drama in Story
  - The Manxman
- Kate Chopin - Bayou Folk
- Ella Hepworth Dixon - The Story of a Modern Woman
- Arthur Conan Doyle - The Memoirs of Sherlock Holmes
- George du Maurier - Svengali's Web
  - Trilby
- Theodor Fontane - Effi Briest
- Mary E. Wilkins Freeman - Pembroke
- George Gissing - In the Year of Jubilee
- H. Rider Haggard - The People of the Mist
- Knut Hamsun - Pan
- Anthony Hope - The Prisoner of Zenda
- William Dean Howells - A Traveler from Altruria
- Jerome K. Jerome - John Ingerfield: And Other Stories
- Rudyard Kipling - Cartea Junglei
- Selma Lagerlöf - The Story of Gosta Berling
- Sheridan Le Fanu - The Watcher and Other Weird Stories
- George A. Moore - Esther Waters
- William Morris - The Wood Beyond the World
- Arthur Morrison - Martin Hewitt: Investigator
- John Muir - The Mountains of California
- Gustavus W. Pope - Journey to Mars
- Jules Renard - Poil de carotte
- Margaret Marshall Saunders - Beautiful Joe
- Solomon Schindler - Young West
- Stendhal - Lucien Leuwen
- Robert Louis Stevenson și Lloyd Osbourne - The Ebb-Tide
- Mark Twain - Pudd'nhead Wilson
  - Tom Sawyer Abroad
- Jules Verne - Uimitoarele peripeții ale jupânului Antifer
- Mary Augusta Ward - Marcella
- Israel Zangwill - The Bachelors' Club
- Emile Zola - Lourdes